# Profesionalen Basketbolen klub Akademik (femminile)
La sezione di pallacanestro femminile dell'Akademik Sofia era una società di Sofia, in Bulgaria. Per molti anni ha preso parte alla Zheni Părva A-1, massima divisione del campionato bulgaro.
Dal 1952 al 1988 è stata tra le formazioni bulgare più importanti. Ha vinto otto campionati e cinque Coppe nazionali, togliendo la supremazia allo Slavia Sofia negli anni sessanta. Attualmente non fa più parte al campionato bulgaro.

## Palmarès
- Campionato bulgaro: 8
1960, 1966, 1968, 1969, 1970, 1975, 1976, 1982
- Coppa di Bulgaria: 5
1957, 1960, 1967, 1973, 1975